# Dům Evropy a Orientu
Dům Evropy a Orientu (francouzsky Maison d'Europe et d'Orient) je kulturní instituce v Paříži založená v roce 1985. Jeho hlavním posláním je prezentovat literaturu a umění východní Evropy a střední Asie ve Francii. Sídlí na adrese Passage Hennel č. 3 ve 12. obvodu.

## Činnost
Dům Evropy a Orientu má za úkol představovat kulturní rozmanitost těchto regionů ve Francii. Jeho součástí je knihovna, nakladatelství L'Espace d'un instant, knihkupectví specializované na literaturu daných oblastí a divadelní skupina Théâtre de Syldavie. Dům pořádá přednášky, veřejná čtení, koncerty, výstavy a divadelní představení.